# Вэйнин-И-Хуэй-Мяоский автономный уезд
Вэйнин-И-Хуэй-Мяоский автономный уезд (кит. упр. 威宁彝族回族苗族自治县, пиньинь Wēiníng Yízú Huízú Miáozú zìzhìxiàn) — автономный уезд городского округа Бицзе провинции Гуйчжоу (КНР).

## История
Во времена империи Цин в 1666 году была создана Вэйнинская управа (威宁府). В 1729 году она была понижена в статусе до области и подчинена Дадинской управе. После Синьхайской революции в Китае была проведена реформа структуры административного деления, в результате которой области были упразднены, поэтому в 1913 году Вэйнинская область была расформирована, а в месте пребывания её властей был создан уезд Вэйнин (威宁县).
После вхождения этих мест в состав КНР в 1950 году был создан Специальный район Бицзе (毕节专区), и уезд вошёл в его состав.
11 ноября 1954 года уезд Вэйнин (威宁县) был преобразован в Вэйнин-И-Хуэйский автономный район уездного уровня (威宁彝族回族苗族自治区). В 1955 году Вэйнин-И-Хуэйский автономный район был преобразован в Вэйнин-И-Хуэйский автономный уезд.
Постановлением Госсовета КНР от 22 октября 2011 года округ Бицзе был преобразован в городской округ.

## Административное деление
Автономный уезд делится на 4 уличных комитета, 22 посёлков, 12 волостей и 1 национальную волость.